# 김종직 종가 고문서
김종직 종가 고문서(金宗直 宗家 古文書)는 경상북도 고령군 대가야박물관에서 소장하고 있는 조선시대의 영남사림파의 종장인 김종직이나 그의 후손들과 관련된 것이다. 2011년 11월 1일 대한민국의 보물 제1725호로 지정되었다.

## 개요
김종직 종가 고문서는 영남사림파의 종장인 김종직이나 그의 후손들과 관련된 것으로 중요성이 크다. 그 중에서도 특히 김종직에게 내려진 교지나 교첩, 그의 후손들이 소과나 무과에 합격하여 받은 홍패와 백패, 그리고 각종 사령장 등은 조선 전기와 중기의 과거제도와 관료제도를 연구하는데 매우 중요한 자료이다.
또 김종직과 그의 후손들이 부모나 친척들로부터 재산을 분배받으며 작성한 분재기나 토지나 노비를 매득하고서 작성한 매매문서와 입안 등이 다수 전하고 있는데 이들 문서는 조선 전기와 중기 재산의 분배 양상과 매매 관행을 연구하는데 매우 유용할 것으로 판단된다.
아울러 김종직의 어머니 박씨와 부인 조씨 김종직의 형 종유(宗裕)등이 에게 보낸 서간과 김종직의 손자인 김뉴가 훈도 정아무개에게 보낸 서간 등은 조선 전기의 생활상을 이해하는데 매우 중요한 자료이다.

## 같이 보기
- 김종직

## 참고 자료
- 김종직 종가 고문서 - 국가유산청 국가유산포털